# Myrmaplata
Genre
Myrmaplata est un genre d'araignées aranéomorphes de la famille des Salticidae.

## Distribution
Les espèces de ce genre se rencontrent en Asie du Sud-Est, en Asie du Sud et en Chine.

## Liste des espèces
Selon World Spider Catalog (version 19.0, 20/06/2018) :
- Myrmaplata aureonigra (Edmunds & Prószyński, 2003)
- Myrmaplata hispidacoxa (Edmunds & Prószyński, 2003)
- Myrmaplata plataleoides (O. Pickard-Cambridge, 1869)
- Myrmaplata turriformis (Badcock, 1918)
- Myrmaplata wanlessi (Edmunds & Prószyński, 2003)

## Publication originale
- Prószyński, 2016 : Delimitation and description of 19 new genera, a subgenus and a species of Salticidae (Araneae) of the world. Ecologica Montenegrina, vol. 7, p. 4-32 (texte intégral).